# Provincia di Milano (Lombardia austriaca)
La provincia di Milano era una provincia della Lombardia austriaca, esistita dal 1786 al 1791.
Capoluogo era la città di Milano.
La provincia continuò poi anche dal 1791 al 1797, ma riproponendo pedissequamente il vecchio Ducato di Milano.

## Storia
La provincia fu creata nel 1786 all'atto della suddivisione della Lombardia austriaca in 8 province, create nel clima delle riforme giuseppine. Cedette alla Provincia di Como la Riviera di Lecco per la prima volta da oltre mezzo millennio, e perse anche le pievi fluviali ticinesi a favore della Provincia di Pavia, e la Gera d'Adda che andò alla Provincia di Lodi, mentre fu creata e si staccò in blocco l'inedita Provincia di Varese. La logica era quella di migliorare l’amministrazione dello Stato distribuendo meglio la popolazione fra le province, che in precedenza vedeva Milano in posizione totalmente dominante. La riforma, che andava a intaccare una situazione cristallizzata da secoli, fu tuttavia annullata dal nuovo imperatore Leopoldo II, fratello del precedente, nel 1791.

### Suddivisione amministrativa all'atto dell'istituzione (1786)
- Città di Milano
- Corpi Santi di Milano
- corte di Monza[3]
  - Cassina de' Gatti, Cologno, Moncucco, Monza, Sant'Alessandro, San Damiano, San Giuliano, Sesto San Giovanni, Villa San Fiorano, Vimodrone
- pieve di Agliate[4]
  - Agliate, Albiate, Besana superiore e inferiore, Briosco, Calò, Canonica del Lambro, Capriano, Carate, Cazzano, Colzano, Correzzana, Costa, Giussano, Monte, Renate, Robbiano, Sovico, Tregasio, Triuggio, Valle, Veduggio, Verano, Vergo, Villa Raverio
- pieve di Bollate[5]
  - Baranzate, Bollate, Cassina Nova, Cassina Pertusella, Castellazzo, Cesate, Garbagnate, Novate, Pinzano, Roserio, Senago, Vialba
- pieve di Brivio[6]
  - Airuno, Aizuro con Veglio, Bagaggera con Galbusera, Monte, Spiazzo, Malnino, Ospedaletto e Casternago, Brivio con Beverate, Calco con Arlate, Imbersago, Merate, Mondonico con Porchera, Olchiellera, Borlengo e Vallicelli, Novate, Olgiate Comasco, Paderno, Robbiate, Sabbioncello con Pagnano, Cicognola e Carsaniga, Sartirana con Cassina Fra Martino, Verderio Superiore, Verderio Inferiore
- pieve di Bruzzano[7]
  - Affori, Bicocca, Bresso, Brusuglio, Bruzzano, Cormano, Crescenzago, Dergano, Gorla, Niguarda, Precentenaro, Precotto, Segnano, Turro
- pieve di Cesano Boscone[8]
  - Assago, Assiano, Baggio, Bazzana Sant'Ilario, Bazzanella, Buccinasco, Cesano Boscone, Corsico, Cusago, Grancino, Gudo Gambaredo, Loirano, Lorenteggio, Muggiano, Ronchetto, Romano Banco, Rovido, Seguro, Sella Nova, Settimo, Terzago, Trezzano, Vighignolo
- pieve di Cornegliano[9]
  - Albignano, Cavajone, Cornegliano, Incugnate, Melzo, Truccazzano
- pieve di Desio[10]
  - Balsamo, Biassono, Bovisio, Cassina di Giorgio Aliprandi, Cassina Amata, Cassina Savina, Cinisello, Cusano, Desio, Dugnano, Incirano, Lissone, Macherio, Masciago, Muggiò, Nova, Paderno, Palazzuolo, Seregno, Varedo, Vedano
- pieve di Galliano[11]
  - Alzate con Verzago, Cantù, Carimate, Cucciago, Figino con Rozzago, Intimiano, Montorfano, Novedrate
- pieve di Gorgonzola[12]
  - Bellinzago, Bisentrate, Bornago, Bussero, Cambiago, Camporicco, Cassina de' Pecchi, Cernusco Asinario, Gessate, Gorgonzola, Inzago, Masate, Pessano, Pozzolo, Sant'Agata, San Pedrino, Trecella, Vignate
- pieve di Locate[13]
  - Basiglio, Cassino Scanasio, Fizzonasco, Locate, Opera, Pieve, Pizzabrasa, Pontesesto, Quinto de' Stampi, Romano Paltano, Rozzano, Tolcinasco, Torriggio
- pieve di Mariano[14]
  - Arosio, Brenna con Olgelasca e Pozzolo, Cabiate, Carugo con Incasate e Guarda, Cremnago, Inverigo con Pomellasca, Mariano con Cassina del Perticato, Paina con Birone, Cassina Brugazzo e Cassina Bistorta, Romanò con Guiano, Villa Romanò
- pieve di Mezzate[15]
  - Linate superiore ed inferiore, Mezzate, Peschiera
- pieve di Missaglia[16]
  - Barzago con Bevera e Merdagò, Barzanò, Bernaga con Lissolo, Brianzola con Boffalora e Inseraga, Bulciago, Cagliano con Giovenzana e Campsirago, Casate Nuovo con Campo Fiorenzo e Rogoredo, Casirago con Molinata, Cassago, Cassina de' Bracchi con Cassina Galgiana, Cereda con Galbusera, Perego porzione e Roncaria porzione, Cernusco Lombardone con Ca' Franca e Cassina Fontanella, Cologna con Prestabio e Cassina Taveggia, Contra con Tignoso, Cremella, Crippa, Lomagna, Lomaniga con Albareda maggiore, Maresso, Missaglia, Montevecchia, Monticello con Corte Nova, Casate Vecchio, Torre Villa e Prebone, Nava con Brianza, Piè Castello, Sarizza, Sarizzetta e Cassina Fumagalla, Oriano con Zinzanore, Osnago, Perego con porzione di Roncaria, Rovagnate con Crescenzaga, Albareda minore e Sala, Santa Maria Hoè con Tremonte, Bosco, Cornera e Alduno, Sirtori con Ceregallo, Tegnone con Bestetto, Viganò di sopra e di sotto
- pieve di Nerviano[17]
  - Barbajana, Caronno, Castellazzo, Cornaredo, Garbatola, Lainate, Lucernate, Mantegazza, Monzoro, Nerviano, Origgio, Passirana, Poliano, Pregnana, Rho, Saronno, Vanzago
- pieve di Parabiago[18]
  - Arluno, Canegrate, Casorezzo, Cerro, Parabiago, San Giorgio, San Vittore, Uboldo
- pieve di Pontirolo[19]
  - Basiano, Busnago, Cassano sopra Adda, Colnago, Concesa, Cornate, Grezzago, Groppello, Porto, Pozzo, Roncello, Trezzano, Trezzo, Vaprio
- pieve di San Donato[20]
  - Bolgiano, Chiaravalle, Foramagno, Macconago, Morsenchio, Nosedo Chiaravalle, Poasco, Quintosole, San Donato, Vajano, Vigentino, Zelo
- parte della pieve di San Giuliano[21]
  - Arcagnago, Bustighera, Canobbio, Carpiano, Carpianello, Cerro, Civesio, Colturano, Gavazzo, Mediglia, Melegnano, Mercugnano, Mezzano, Pedriano, Rancate, Robbiano, Riozzo, Santa Brera, San Giuliano, Sesto Ulteriano, Viboldone, Videserto, Vigliano, Vizzolo, Zivido, Zunico
- pieve di Segrate[22]
  - Briavacca, Casa Nova, Cassignanica, Lambrate, Limito, Novegro, Pantigliate, Pioltello, Redecesio, Rodano, Rovagnasco, San Gregorio Vecchio, Segrate, Tregarezzo, Trenzanesio
- pieve di Settala[23]
  - Liscate, Lucino, Premenugo, Settala
- pieve di Seveso[24]
  - Barlassina, Binzago, Birago, Ceriano, Cesano Maderno, Cogliate, Copreno, Lazzate, Lentate, Limbiate, Meda, Misinto, Seveso, Solaro
- pieve di Trenno[25]
  - Arese, Boldinasco, Cassina del Pero, Cassina Trivulza, Cerchiate, Figino, Garegnano Marcido, Lampugnano, Mazzo, Musocco, Pantanedo, Quarto Cagnino, Quinto Romano, Terrazzano, Trenno, Valera, Villapizzone
- pieve di Vimercate[26]
  - Agrate, Aicurzio, Arcore, Bellusco, Bernareggio, Bernate, Burago, Camparada, Caponago, Carnate, Carugate, Cassina Baraggia, Cavenago, Concorezzo, Lesmo, Mezzago, Omate, Oreno, Ornago, Ronco, Ruginello, Sulbiate Superiore, Sulbiate Inferiore, Usmate, Velate, Villanova, Vimercate

### Restaurazione del 1791
L'imperatore Leopoldo II annullò la riforma il 24 gennaio 1791, sia a livello istituzionale che territoriale. La provincia ritornò a ingigantirsi con le sue storiche 61 pievi più il capoluogo che riprese i suoi privilegi. Le guerre napoleoniche ribaltarono tuttavia la situazione solo sei anni dopo creando il dipartimento d'Olona.